# 尼格爾棋
尼格爾棋，是流传藏族安多地區與嘉絨地區的兩人傳統棋類，是種有跳棋吃法的方棋類遊戲 。

## 棋具
- N*N縱橫線棋盤，N為偶數。
  - 中心格劃一對角線，藏語稱為爾物。

- 雙方棋子以顏色區分敵我，通常分為黑白兩方，枚數等於總棋盤數一半。

## 規則
- 对弈过程分三階段。
  - 放子：白方先行。輪流将一己子放入空棋點，雙方第一著皆須下在爾物的任一點，直到棋盤放滿。
  - 逼子：黑方先行。黑方先依成型吃子移除規定數量的白棋後，再該由白方移除黑棋。若雙方皆沒有成型吃子，則改移除爾物的兩枚棋子，再進到走子階段。
  - 走子：黑方先行。輪流沿縱橫線移動一己子一格。
- 成型吃子：在逼子或走子階段，只要己棋每排成以下兩種排列之一，就吃掉对方一定數量的棋子。
  - 槍：藏語稱為吾亨，N枚己棋以縱、橫方向占滿任一路。吃掉敵方N子。
  - 方：藏語稱為尼格甲克，四枚棋子占滿一格。吃掉敵方一子。

- 跳吃：若己棋數在走子階段已不到N枚，則棋子可沿縱橫線跳過一枚鄰點的敵棋落到同方向的緊連空點，可連跳，將所有被跳過的敵棋移出棋盤。

- 使敵棋剩下三枚以下則獲勝。
- 雙方局面一直重複時，由吃子多者獲勝，相等則和局[2]。